# Ajn Kinija
Ajn Kinija (arab. ‏عين قينيا‎, ‘Ayn Sîniyâ) – wieś w Palestynie, w muhafazie Ramallah i Al-Bira. Według danych szacunkowych Palestyńskiego Centralnego Biura Statystycznego w 2016 roku miejscowość liczyła 1039 mieszkańców.